# Tipula (Pterelachisus) wardiana
Tipula (Pterelachisus) wardiana is een tweevleugelige uit de familie langpootmuggen (Tipulidae). De soort komt voor in het Oriëntaals gebied.